# Oratorio del Giglio
Oratorio del Giglio si trova a Borgo a Buggiano, nel comune di Buggiano, provincia di Pistoia, regione Toscana.

## Storia
L’edificio, risalente alla seconda metà del ‘500, fu eretto come ampliamento di un'edicola preesistente, detta la Margine del Giglio. Originariamente era alle dipendenze della Cattedrale di Santa Maria del Fiore a Firenze, da lì l'appellativo. Si narra che sia stata edificata proprio per volere dei fiorentini, forse durante il passaggio delle loro truppe in Valdinievole.

## Descrizione
L'edificio sorge all'incrocio dell'antica strada di collegamento tra Firenze e Lucca e la strada che porta verso Stignano. L'esterno ha un aspetto molto lineare. Al centro, il portale in pietra serena, sormontato da un rilievo che raffigura la Vergine col Bambino. Ai lati del portale, due finestre quadrangolari con cornice in pietra serena, dotate di inferriate. L'interno, anch'esso molto semplice, presenta un soffitto a capriate lignee. Sull'altare un affresco con la Madonna della neve, di scuola giottesca, distaccato dal muro e restaurato nel 1954 dal pittore Azelio Tuci. Nel catino absidale, alcuni affreschi raffiguranti Sant'Andrea e San Biagio. Sulla parete di fondo, alcuni dipinti realizzati dal Tuci negli anni '50, tra cui lo stemma di Mons. Egidio Lari.